# 프린시페 피오역
프린시페 피오 역(스페인어: Príncipe Pío)은 마드리드 지하철과 세르카니아스 마드리드의 환승역이다. 마드리드 지하철 6호선, 10호선, 라말 선과 세르카니아스 마드리드의 C1호선, C7호선, C10호선이 지난다. 라말선의 시종착역이기도 하다.
마드리드 몽클로아아라바카 구에 위치해 있으며, 역 주변으로 글로리에타 데 산 비센테 거리, 쿠에스타 데 산 비센테 거리, 플로리다 거리, 레이 거리 등이 지난다. 마드리드 지하철의 요금구역 기준에는 A구역에 속하며, 세르카니아스 기준으로는 0구역에 속한다.
총 3층 구조로 되어 있다. 최상층은 세르카니아스 노선이 다니는 섬식 승강장이 있으며, 중간층은 반지하층으로서 지하철 6호선과 10호선이 다니는 2면 4선 구조의 승강장이다. 6호선은 안쪽 두 선로를 이용하고 10호선은 바깥쪽 두 선로를 다닌다. 최하층은 라말선이 다니는 승강장이며, 상대식 승강장 두 개 구조로 되어 있다.

## 역사
프린시페 피오 역은 원래 노르테 역 (마드리드 북역)이 있던 곳으로, 마드리드와 이룬을 잇는 마드리드-엔다야 선의 기점이었다. 노선 자체는 1856년부터 공사에 들어갔으며, 노르테 역의 공사는 1859년에 시작되었다. 역 시공은 프랑스에서 온 실무진들이 맡았다. 1861년에 처음으로 문을 열었으나 당시에는 엘에스코리알까지만 노선이 개통되어 운행되었다. 이후 여러 노선의 공사를 거듭하면서 역의 규모도 확대되어 갔고, 마드리드에서 북부로 향하는 여러 철도노선의 기점으로 자리잡게 되었다.
1925년에는 마드리드 지하철 2호선의 지선이 개통되어, 노르테 역과 이사벨 2세 역 (지금의 오페라 역)을 잇게 되었다. 2호선 지선은 역과 마드리드 도심을 잇는 역할을 확고히 하였고, 그 결과 오늘날까지도 라말 선이라는 이름으로 남아있게 되었다. 스페인 내전 당시에는 노트레 역도 공격을 받아 심각하게 파손되었으나, 전후에 재건되었다.
1985년부터 마드리드 제1의 철도역인 아토차 역이 리모델링을 위해 영업을 중지하면서, 그곳으로 향하던 남행 노선과 동행 노선 (터널을 따라 차마르틴 역을 거쳐감)이 다른 역으로 우회하여 운행되기 시작하였다. 그 과정에서 노르테 역에도 칸타브리아 방면 열차가 일부 정차하기도 하였다. 1992년 아토차 신역사가 완공되고 재개업에 들어가면서, 이듬해 1993년 노르테 역은 장거리 노선 영업을 중단하였다.
영업 중단 이후 노르테 역은 새로운 대중교통 환승역으로 변모하기 위한 공사에 들어갔다. 우선 기존의 중거리 철도노선과 라말선 사이에 지하철 선로를 새로 팠다. 이곳으로는 마드리드 지하철 6호선과 10호선이 들어오게 되었다. 또 여러 노선의 환승편의를 돕기 위하여 환승통로 공간을 대폭 늘렸다. 공사 과정에서 기존에 운행되던 세르카니아스 노선들은 이 역을 무정차 통과해 아토차 역까지 계속 운행하였다. 1995년 노르테 역은 '프린시페 피오 역'이란 새 역명을 달고 다시 문을 열었다. 6호선 승강장이 먼저 문을 열었으며, 10호선 승강장과 세르카니아스 승강장은 이듬해 1996년에 개업하였다.

## 환승 정보
최상층에서 세르카니아스 마드리드 노선으로, 중간층에서 지하철 6호선과 10호선으로, 최하층에서 라말 선으로 환승할 수 있다. 지하철 6호선과 10호선은 평면환승이 가능하다.
철도 뿐만 아니라 시내버스와 시외버스 노선들도 여럿 경유하고 있다. 2007년 5월에는 역내 지하 버스 터미널이 완공되었고 이곳으로 시내버스 노선과 일부 시외버스 노선이 거쳐가게 되었다. 역 주변의 버스 정류장에서도 시외버스 노선들을 이용할 수 있다.
버스
- 시내버스
  - 25, 33, 39, 41, 46, 62, 75, 138, C1, C2번 노선 (주간)
  - N18, N19, N20번 노선 (야간)
- 시외버스
  - 495, 500, 511, 512, 513, 514, 516, 518, 521, 522, 523, 528, 534, 539, 541, 545, 546, 547, 548, 551, 573, 581번 노선 (주간)
  - N501, N502, N503, N504, N905번 노선 (야간)

지하철
| 마드리드 지하철                           | 마드리드 지하철         | 마드리드 지하철         |
| ----------------------------------------- | ----------------------- | ----------------------- |
| 아르궤예스 순환선                         | 마드리드 지하철 6호선   | 푸에르타 델 앙헬 순환선 |
| 플라사 데 에스파냐 오스피탈 인판타 소피아 | 마드리드 지하철 10호선  | 라고 푸에르타 델 수르   |
| 오페라                                    | 마드리드 지하철 라말 선 | 시·종착역               |

세르카니아스
| 세르카니아스 마드리드        | 세르카니아스 마드리드 | 세르카니아스 마드리드       |
| ---------------------------- | --------------------- | --------------------------- |
| 피라미데스 아에로푸에르토 T4 | C1                    | 시·종착역                   |
| 피라미데스 푸엔테 데 라 모라 | C7                    | 아라바카 알칼라 데 에나레스 |
| 피라미데스 아에로푸에르토 T4 | C10                   | 아라바카 비얄바             |

## 갤러리

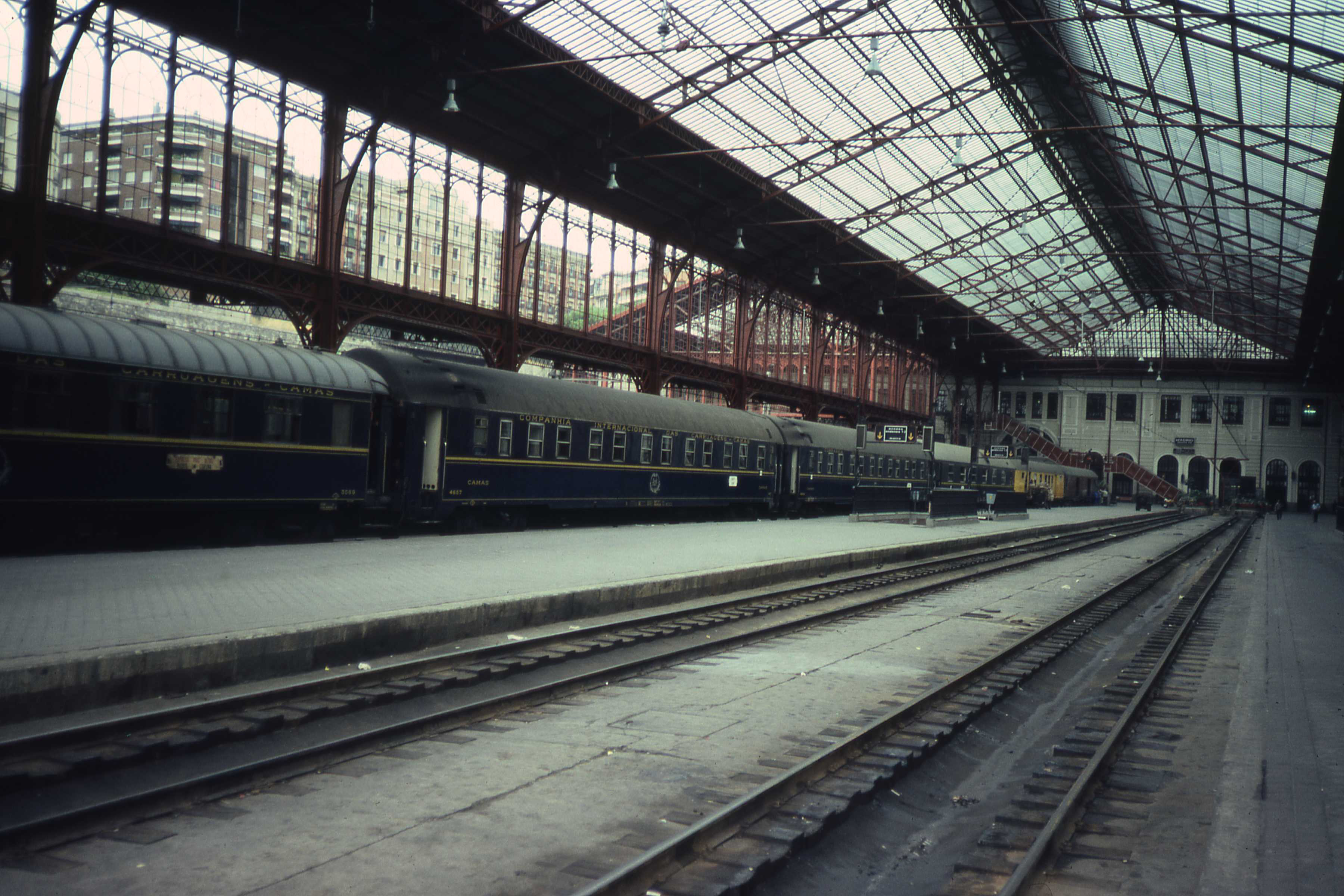
1981년 당시의 노르테 역
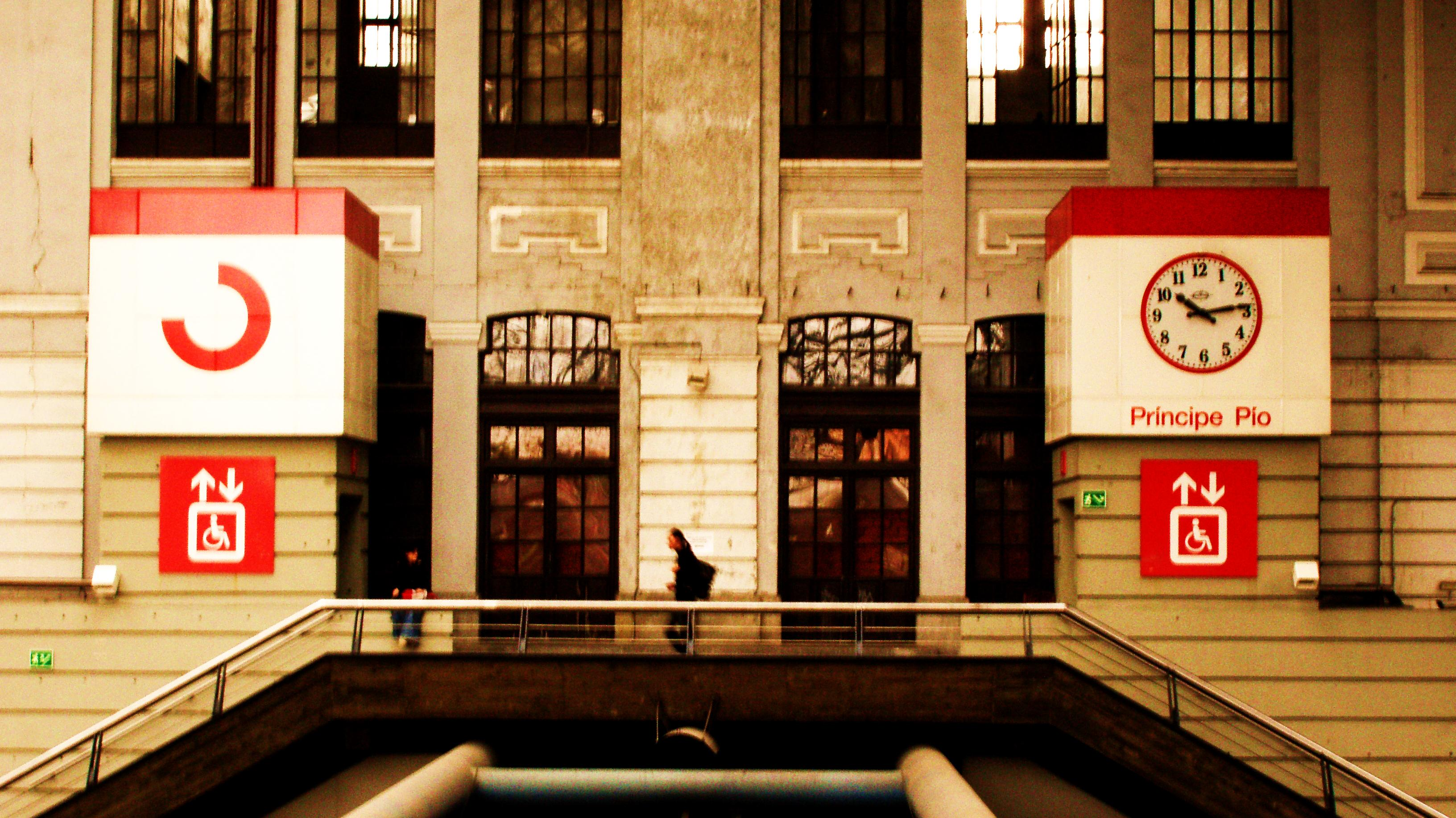
프린시페 피오 역 입구
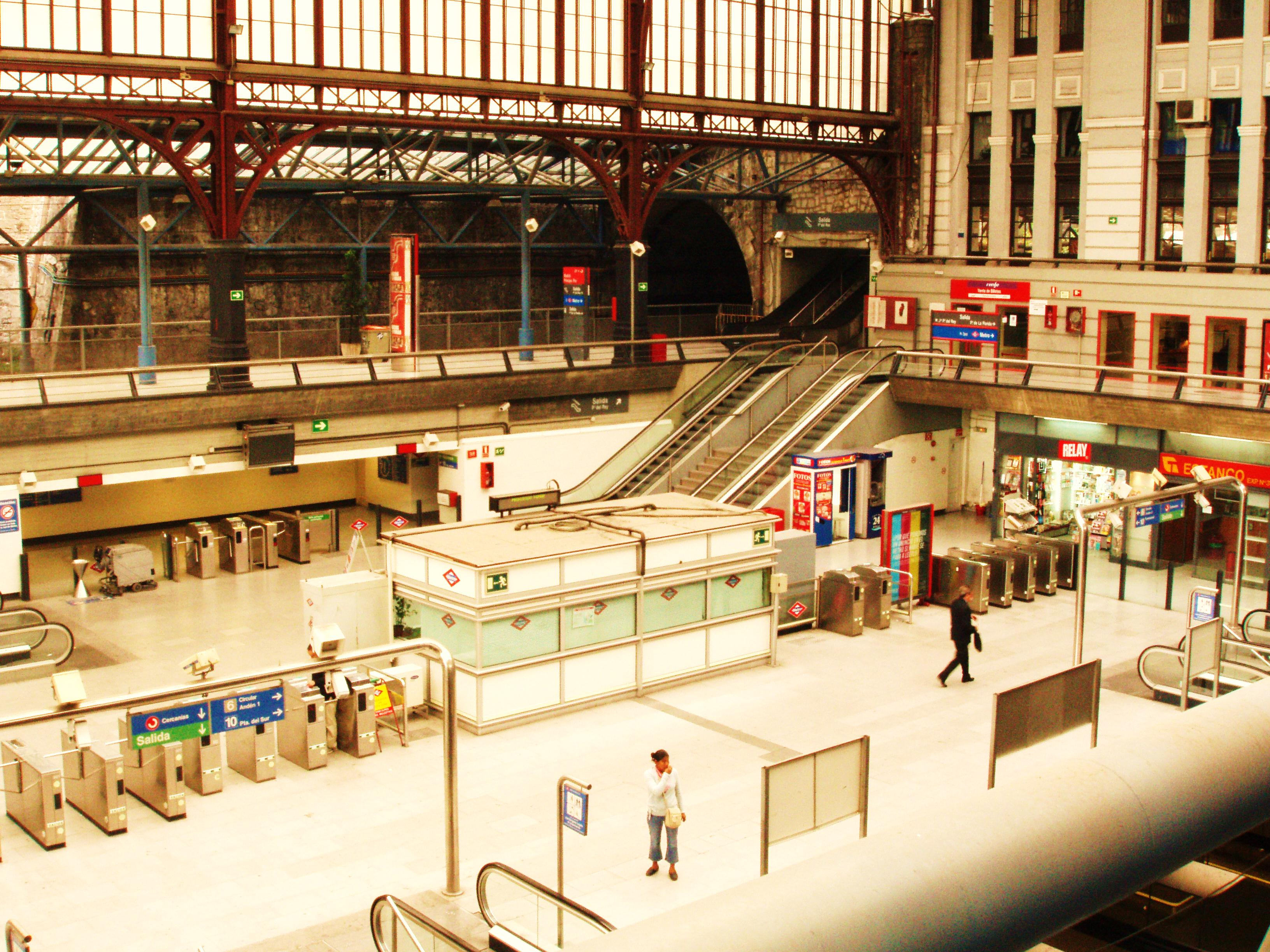
프린시페 피오 역의 북쪽 출입구
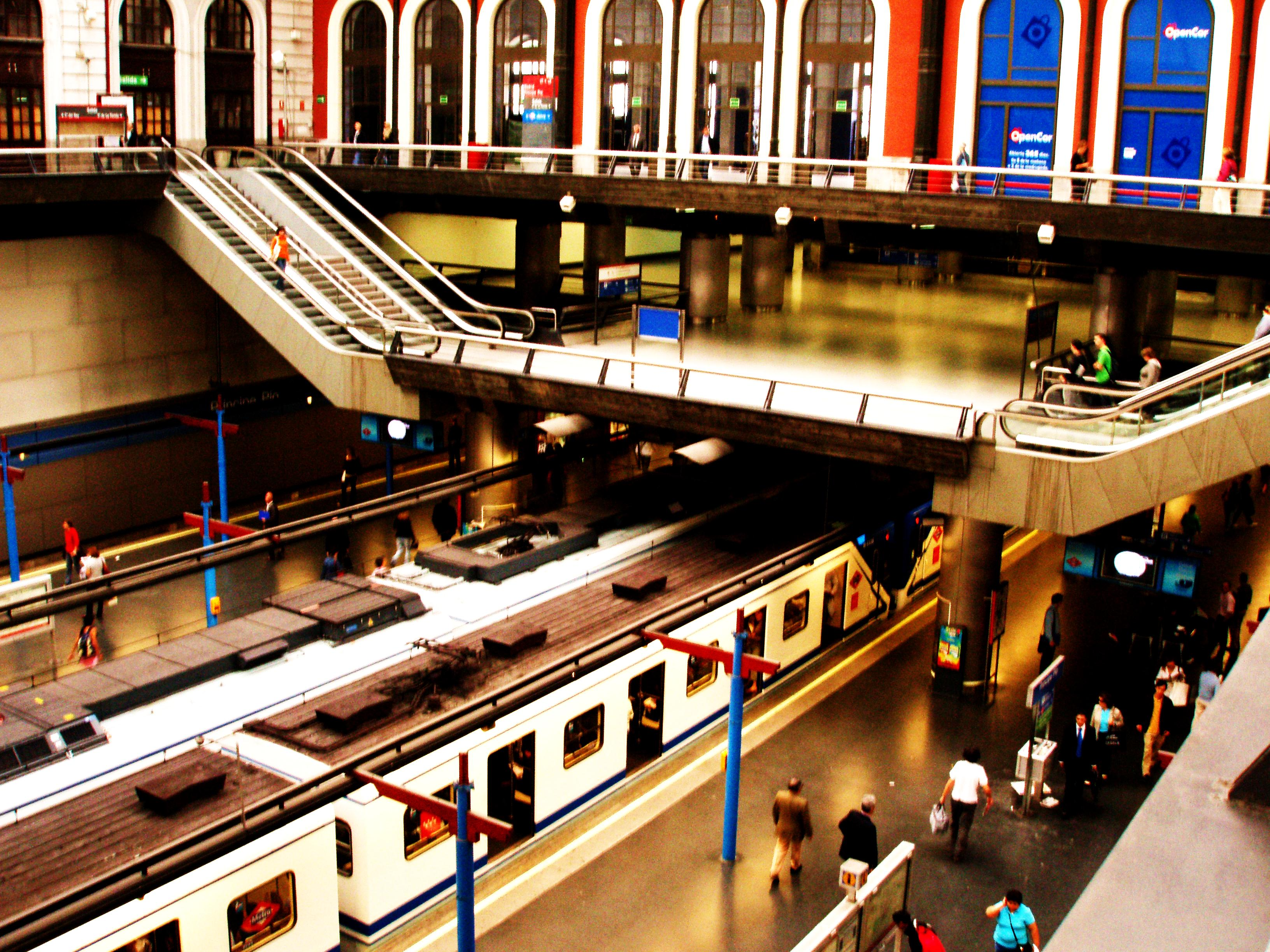
프린시페 피오 역의 남쪽 출입구
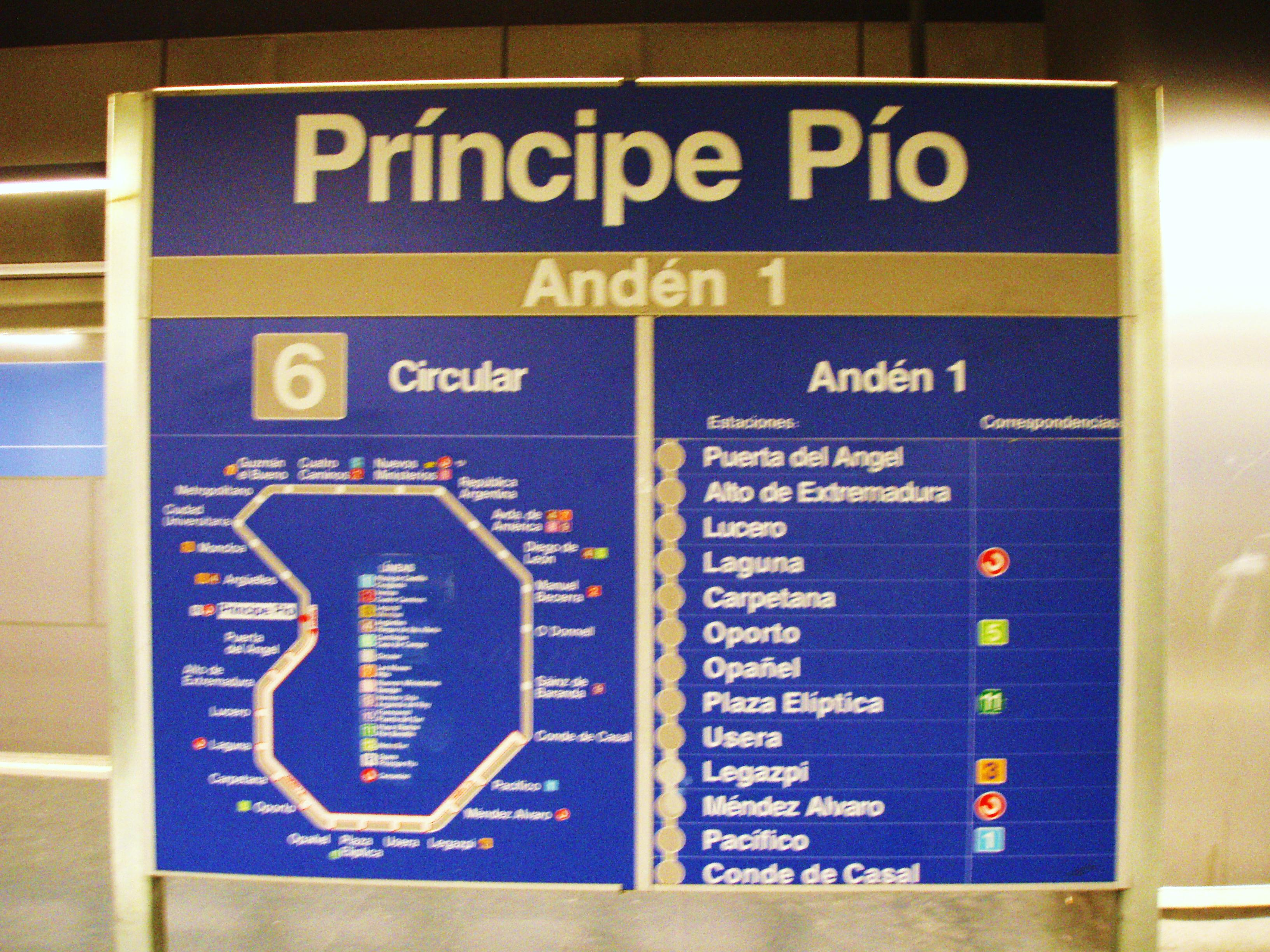
프린시페 피오 역 6호선 승강장의 안내판